# Ultra (album de Booba)
Pour les articles homonymes, voir Ultra.
Albums de Booba
Trône
(2017) Ad vitam æternam
(2024)
Singles
1. 5G
Sortie : 6 novembre 2020
2. Azerty
Sortie : 22 décembre 2020
3. Mona Lisa (feat. JSX)
Sortie : 3 mars 2021
4. Grain de sable (feat. Elia)
Sortie : 19 avril 2021
5. RST
Sortie : 18 juin 2021

Ultra (stylisé ULTRA) est le dixième album studio du rappeur français Booba, sorti le 5 mars 2021.

## Genèse
Booba a enregistré plusieurs singles depuis son dernier album : BB, Gotham, PGP, Arc-en-Ciel, Glaive, Cavaliero, Jauné en featuring avec Zed du groupe 13 Block, Dolce Vita en l'honneur du défunt George Floyd et dernièrement RATPI WORLD. Aucun de ces titres ne figure sur l'album.  
Début janvier 2021, il annonce la date de sortie de ULTRA, qui est prévue pour le 5 mars 2021. À la mi-février avant de mettre fin à sa carrière, il dévoile finalement la pochette de l'album et annonce également que ce sera son dernier. Fin février, il dévoile la liste des titres de l'album qui contient des collaborations avec Maes, SDM, Bramsito, JSX, Gato, Dala et Elia. La veille de la sortie de l'album, le 4 mars 2021, il sort le clip Mona Lisa avec JSX.
Il confirme à plusieurs reprises que cet album est le dernier de sa carrière, mais n’exclut pas et n'a pas démenti d'éventuelles sortie de singles. Il déclare qu'il va dorénavant se concentrer sur la production et la direction artistique de ses artistes.

## Liste des titres
| 1.    | GP                             | Alejandro, Chanchee & Mr. Punisher         | 2:31 |
| 2.    | Azerty                         | Sayen                                      | 3:13 |
| 3.    | RST                            | Alik & Yako                                | 2:44 |
| 4.    | Bonne journée (feat. SDM)      | OG's                                       | 2:54 |
| 5.    | Mona Lisa (feat. JSX)          | Nassi, Kayna Samet, Steeve Mad & Ani Beatz | 3:07 |
| 6.    | Je sais                        | Dany Synthé                                | 2:06 |
| 7.    | 5G                             | OG's                                       | 3:07 |
| 8.    | Vue sur la mer (feat. Dala)    | Nils & Exel The Future                     | 3:13 |
| 9.    | L'olivier                      | Denza                                      | 2:41 |
| 10.   | VVV (feat. Maes)               | Dogg SoSo & Berry Prod                     | 2:55 |
| 11.   | 31 (feat. Gato)                | Alik & Yako                                | 3:12 |
| 12.   | Ultra                          | Nel J                                      | 2:47 |
| 13.   | Grain de sable (feat. Elia)    | Paul Redon                                 | 3:00 |
| 14.   | Dernière fois (feat. Bramsito) | Krims, Sam Heaven & Steeve Mad             | 3:24 |
| 40:54 |                                |                                            |      |

## Clips vidéos
- Mona Lisa (avec JSX)
- Grain de sable (avec Elia)
- RST

## Titres certifiés en France
- GP  Or[9]
- Azerty  Or[10]
- RST  Or[11]
- Bonne journée (feat. SDM)  Or[12]
- Mona Lisa (feat. JSX)    Diamant[13]
- 5G  Platine[14]
- Vue sur la mer (feat. Dala)   Or[15]
- VVV (feat. Maes)   Platine[16]
- Ultra  Or[17]
- Grain de sable (feat. Elia)   Or
- Dernière fois (feat. Bramsito)  Or[18]
- Je sais  Or

## Accueil critique et commercial

### Réception
Sur Spotify, la plateforme a communiqué sur Twitter qu’ultra a été l'album le plus écouté dans le monde entre le 5 et le 7 mars 2021. Ses quatorze morceaux ont généré 9,2 millions d'écoutes en 24 heures et 14,3 millions en 48 heures. À signaler que Booba, porté par le succès d’Ultra, a franchi sur Spotify le cap symbolique du milliard d’écoutes. Comme l'a tweeté le rappeur, son titre Mona Lisa s'est ainsi hissé brièvement en tête du classement mondial de Deezer, devant Blinding Lights de The Weeknd, une première pour un artiste Français dans la scène internationale.
Les quatorze titres de son l'album sont classés dans le top 15 singles France. Son featuring avec JSX intitulé Mona Lisa s'est emparé de la première place avec plus de 7,7 millions d'équivalents streams .
Le titre 5G est certifié single d'or le 15 mars 2021, soit cinq mois après sa sortie, ainsi que le titre Ratpi World qui ne figure pas sur l'album. Dix jours après sa sortie, l'album a atteint les cent millions de streams dans le monde.
L'album est certifié disque d'or quinze jours après sa sortie puis disque de platine au bout de trois mois.
Le titre Mona Lisa est certifié single d'or le 24 mars 2021. Puis, single de platine le 7 mai 2021 et enfin de diamant en août. Le titre VVV en featuring avec Maes est certifié single d'or en juin 2021.
Les deux titres GP et ULTRA sont certifiés single d'or le 10 septembre 2021, ainsi qu'Azerty le 25 septembre. Le même jour, le titre Pompei en feat avec JSX est également disque d'or, ce qui constitue le 49e de sa carrière. Le 50e arrive dans la foulée, le 28 octobre avec le morceau Tout gache de Green Montana en feat. avec Kopp.

## Classements et certifications

### Classements
À sa sortie, Ultra se place à la seconde position des ventes en France. Ce sera la plus haute place atteinte par l'album. Actuellement, l'album dépasse les 200 000 ventes.

### Certifications et ventes
| Région | Certification | Ventes/Streams |
| ------ | ------------- | -------------- |
| France | 2x Platine    | 200 000        |